# River (canção de Miley Cyrus)
"River" é uma canção da cantora estadunidense Miley Cyrus. foi lançada em 10 de março de 2023, através da Columbia Records, como segundo single do oitavo álbum de estúdio de Cyrus, Endless Summer Vacation (2023). Foi escrita pela cantora, Justin Tranter, e os produtores da canção Kid Harpoon e Tyler Johnson.

## Antecedentes e lançamento
Em 7 de março de 2023, Cyrus começou a liberar prévias de "River" através de vídeos em suas mídias sociais. Ela compartilhou uma parte do instrumental da canção, assim como suas letras. No dia seguinte, ela publicou um trecho do especial Endless Summer Vacation (Backyard Sessions), onde ela explica a inspiração por trás da canção: "Foi uma época da minha vida em que eu estava passando por muita coisa emocional e pessoalmente. Todas as minhas músicas evoluem. Eles podem começar como algo que era um problema, tipo, parece que é uma chuva de abril, nunca para de chover e então começou a chover amor. Com "River", às vezes só precisamos de uma música de pista de dança, ou melhor, eles não querem que eu fale sobre o fato de que a música é sobre [bip]. É suja pra caramba". Durante a entrevista para o Endless Summer Vacation (Backyard Sessions), a artista admitiu que "River" versa sobre ejaculação.

## Composição e recepção
Cyrus afirmou que a canção é "uma música de pista de dança", com os críticos musicais observando que é apoiada por sintetizadores e guitarras inspirados nos anos 80. Alex Gonzalez, da Uproxx, escreveu que a canção segue "o tema de pronta para dançar estabelecido por 'Flowers'". Annika Beckers, da Rolling Stone alemã, opinou que a música pode ser uma reminiscência da canção "Cattitude", do EP She Is Coming (2019), com base na descrição de Cyrus sobre "River".

## Videoclipe
Em 7 de março de 2023, Cyrus compartilhou um trecho em preto e branco do início do videoclipe de "River", anunciando que seria lançado três dias depois. Gil Kaufman, da Billboard, descreveu o videoclipe como "temperamental".